# Campeonato Europeu Júnior de Natação de 1990
O Campeonato Europeu Júnior de Natação de 1990 foi a 17ª edição do evento organizado pela Liga Europeia de Natação (LEN). Essa edição foi a primeira a ser realizada em duas sedes, sendo disputada em Frankfurt na Alemanha Ocidental as provas de saltos ornamentais e em Dunquerque na França as provas de natação. O período de duração teve suas datas distintas, de 19 a 22 de julho de 1990 ocorreu as provas de saltos ornamentais e de 26 a 29 de julho de 1990 as provas de natação. Teve como destaque a União Soviética com 15 medalhas de ouro.

## Participantes
- Natação: Feminino de 14 a 15 anos (1976 e 1975) e masculino de 16 a 17 anos (1974 e 1973).
- Saltos Ornamentais: Grupo A é composto por saltadores de 16, 17 e 18 anos (1974, 1973 e 1972), tanto masculino quanto feminino. Grupo B é composto por saltadores de 14 a 15 anos (1976 e 1975), tanto masculino quanto feminino.

## Medalhistas

### Natação
Os resultados foram os seguintes. 
Masculino
| Evento          | Ouro                                                                             | Ouro     | Prata                                                                      | Prata    | Bronze                            | Bronze   |
| 100 m Livre     | Finlândia · Antti Kasvio                                                         | 51.59    | França · Lionel Poirot                                                     | 51.67    | Alemanha Ocidental · Markus Dicke | 52.16    |
| 200 m Livre     | Finlândia · Antti Kasvio                                                         | 1:50.60  | União Soviética · Evgeny Sadovyi                                           | 1:51.20  | França · Lionel Poirot            | 1:52.72  |
| 400 m Livre     | União Soviética · Evgeny Sadovyi                                                 | 3:54.26  | Finlândia · Antti Kasvio                                                   | 3:56.81  | Reino Unido · Paul Palmer         | 3:59.34  |
| 1500 m Livre    | União Soviética · Denis Pankratov                                                | 15:37.71 | Itália · Piermaria Siciliano                                               | 15:43.26 | Hungria · Zoltán Kade             | 15:44.17 |
| 100 m Costas    | Alemanha Oriental · Ralf Braun                                                   | 57.81    | Alemanha Ocidental · Florian Wenck                                         | 57.91    | França · Eric Rebourg             | 58.37    |
| 200 m Costas    | Alemanha Ocidental · Lars Kalenka                                                | 2:03.16  | Finlândia · Jani Sievinen                                                  | 2:03.59  | França · Eric Rebourg             | 2:03.60  |
| 100 m Peito     | União Soviética · Andrej Korneev                                                 | 1:04.09  | Países Baixos · Marco Van Brummelen                                        | 1:04.50  | Bélgica · Frederik Deburghgraeve  | 1:05.33  |
| 200 m Peito     | União Soviética · Andrej Korneev                                                 | 2:16.29  | União Soviética · Denis Grishin                                            | 2:18.58  | Bélgica · Frederik Deburghgraeve  | 2:19.94  |
| 100 m Borboleta | União Soviética · Roman Shegolev                                                 | 56.04    | Itália · Luca Belfiore                                                     | 56.05    | Espanha · Roger Font              | 56.38    |
| 200 m Borboleta | União Soviética · Denis Pankratov                                                | 2:01.77  | União Soviética · Roman Shegolev                                           | 2:03.12  | Reino Unido · Christian Robinson  | 2:03.90  |
| 200 m Medley    | Finlândia · Jani Sievinen                                                        | 2:05.41  | União Soviética · Sergei Grabalin                                          | 2:06.26  | Alemanha Oriental · Robert Seibt  | 2:07.46  |
| 400 m Medley    | Polónia · Marcin Maliński                                                        | 4:25.84  | Finlândia · Jani Sievinen                                                  | 4:28.04  | Alemanha Oriental · Robert Seibt  | 4:29.23  |
| 4x100 m Livre   | França · Jean-Laurent Graye · Gildas Anglionin · Lionel Poirot · Frédéric Fabron | 3:28.41  | Alemanha Ocidental                                                         | 3:29.23  | Finlândia                         | 3:29.58  |
| 4x200 m Livre   | União Soviética · Roman Shegolev · Denis Pankratov · Dubrovin · Evgeny Sadovyi   | 7:32.00  | França · Lionel Poirot · Bruno Orsoni · Gildas Anglionin · Frédéric Fabron | 7:32.33  | Finlândia                         | 7:39.37  |
| 4x100 m Medley  | União Soviética · Oiase · Andrej Korneev · Roman Shegolev · Evgeny Sadovyi       | 3:49".72 | França · Eric Rebourg · Vladimir Latoche · Olivier Corpel · Lionel Poirot  | 3:52.46  | Finlândia                         | 3:52.48  |

Feminino
| Evento          | Ouro                                                                      | Ouro    | Prata                              | Prata   | Bronze                             | Bronze  |
| 100 m Livre     | Alemanha Ocidental · Annette Hadding                                      | 56.80   | Alemanha Oriental · Ricarda Nagel  | 57.20   | União Soviética · Olga Kirichenko  | 58.85   |
| 200 m Livre     | Alemanha Oriental · Sandra Gutsche                                        | 2:03.28 | Roménia · Beatrice Coada           | 2:03.47 | Países Baixos · Kirsten Vlieghuis  | 2:04.62 |
| 400 m Livre     | Alemanha Oriental · Sandra Gutsche                                        | 4:15.02 | Itália · Alessandra Pennati        | 4:18.28 | Itália · Giuliana Fiscon           | 4:19.55 |
| 800 m Livre     | Alemanha Oriental · Sandra Gutsche                                        | 8:46.48 | Roménia · Beatrice Coada           | 8:51.17 | Itália · Giuliana Fiscon           | 8:52.73 |
| 100 m Costas    | União Soviética · Kristina Rjabtseva                                      | 1:04.70 | Alemanha Oriental · Susanne Krause | 1:04.77 | Roménia · Claudia Stanescu         | 1:05.28 |
| 200 m Costas    | União Soviética · Kristina Rjabtseva                                      | 2:16.61 | Hungria · Szandra Fekete           | 2:17.78 | Alemanha Oriental · Susanne Krause | 2:18.22 |
| 100 m Peito     | Alemanha Oriental · Jana Dörries                                          | 1:12.15 | União Soviética · Anna Patkina     | 1:12.33 | França · Audrey Guerit             | 1:12.73 |
| 200 m Peito     | França · Audrey Guérit                                                    | 2:32.69 | União Soviética · Darja Shmeliova  | 2:34.38 | União Soviética · Anna Patkina     | 2:34.42 |
| 100 m Borboleta | União Soviética · Elena Talalaeva                                         | 1:03.00 | Hungria · Szilvia Szalai           | 1:03.11 | Suécia · Malin strömberg           | 1:03.19 |
| 200 m Borboleta | Hungria · Szilvia Szalai                                                  | 2:16.81 | Itália · Myriam Amadori            | 2:17.66 | Roménia · Patricia Crasteanu       | 2:18.41 |
| 200 m Medley    | Roménia · Beatrice Coada                                                  | 2:19.61 | Alemanha Oriental · Sandra Gutsche | 2:20.25 | União Soviética · Darja Shmeliova  | 2:22.43 |
| 400 m Medley    | Roménia · Beatrice Coada                                                  | 4:52.59 | Tchecoslováquia · Dana Chalupová   | 4:57.33 | Itália · Simona Dal Pont           | 4:57.95 |
| 4x100 m Livre   | Alemanha Oriental · Ricarda Nagel · Hubner · Gartner · Sandra Gutsche     | 3:53.56 | Alemanha Ocidental                 | 3:55.32 | Países Baixos                      | 3:56.60 |
| 4x200 m Livre   | Alemanha Oriental · Beier · Hubner · Gartner · Sandra Gutsche             | 8:24.68 | Itália                             | 8:29.64 | Países Baixos                      | 8:30.09 |
| 4x100 m Medley  | Alemanha Oriental · Susanne Krause · Jana Dörries · Beier · Ricarda Nagel | 4:17.29 | Alemanha Ocidental                 | 4:21.20 | Hungria                            | 4:22.40 |

### Saltos ornamentais

#### Grupo A
Masculino
| Evento                     | Ouro                              | Ouro   | Prata                               | Prata  | Bronze                              | Bronze |
| Trampolim 3 m individual   | União Soviética · Zhogol          | 548.85 | Alemanha Oriental · Thoralf Förster | 540.85 | Alemanha Oriental · Holger Schlepps | 520.85 |
| Plataforma 10 m individual | União Soviética · Dimitrij Sautin | 664.55 | Reino Unido · Tony Ali              | 511.70 | Alemanha Ocidental · Neuss          | 505.75 |

Feminino
| Evento                     | Ouro                             | Ouro   | Prata                               | Prata  | Bronze                            | Bronze |
| Trampolim 3 m individual   | União Soviética · Elena Ivanova  | 473.10 | Alemanha Oriental · Claudia Bockner | 472.30 | Alemanha Oriental · Dörte Lindner | 471.70 |
| Plataforma 10 m individual | Alemanha Oriental · Jana Eichler | 378.25 | União Soviética · Pisareva          | 373.55 | Alemanha Oriental · Dörte Lindner | 365.80 |

#### Grupo B
Masculino
| Evento                     | Ouro                                | Ouro   | Prata                            | Prata  | Bronze                    | Bronze |
| Trampolim 3 m individual   | Alemanha Oriental · Marco Thrandorf | 358.30 | Alemanha Oriental · Andreas Wels | 341.30 | Áustria · Frece           | 333.65 |
| Plataforma 10 m individual | Áustria · Frece                     | 258.50 | Alemanha Oriental · Andreas Wels | 254.70 | Alemanha Ocidental · Kopp | 251.35 |

Feminino
| Evento                     | Ouro                                 | Ouro   | Prata                             | Prata  | Bronze                               | Bronze |
| Trampolim 3 m individual   | Alemanha Oriental · Conny Schmalfuss | 349.50 | União Soviética · Natalya Chikina | 314.70 | Alemanha Oriental · Kasch            | 307.75 |
| Plataforma 10 m individual | União Soviética · Natalya Chikina    | 277.70 | Alemanha Oriental · Schultz       | 258.25 | Alemanha Oriental · Conny Schmalfuss | 246.75 |

## Quadro de medalhas
| Ordem | País               | Medalha de ouro | Medalha de prata | Medalha de bronze | Total |
| ----- | ------------------ | --------------- | ---------------- | ----------------- | ----- |
| 1     | União Soviética    | 15              | 8                | 3                 | 26    |
| 2     | Alemanha Oriental  | 11              | 8                | 8                 | 27    |
| 3     | Finlândia          | 3               | 3                | 3                 | 9     |
| 4     | Roménia            | 3               | 2                | 2                 | 7     |
| 5     | Alemanha Ocidental | 2               | 4                | 3                 | 9     |
| 6     | França             | 2               | 3                | 4                 | 9     |
| 7     | Áustria            | 1               | 0                | 1                 | 2     |
| 8     | Polónia            | 1               | 0                | 0                 | 1     |
| 9     | Itália             | 0               | 5                | 3                 | 8     |
| 10    | Hungria            | 0               | 2                | 2                 | 4     |
| 11    | Países Baixos      | 0               | 1                | 3                 | 4     |
| 12    | Reino Unido        | 0               | 1                | 2                 | 3     |
| 13    | Tchecoslováquia    | 0               | 1                | 0                 | 1     |
| 14    | Bélgica            | 0               | 0                | 2                 | 2     |
| 15    | Espanha            | 0               | 0                | 1                 | 1     |
| 15    | Suécia             | 0               | 0                | 1                 | 1     |
| Total | Total              | 38              | 38               | 38                | 114   |